# Gherasim Raț
Gherasim Raț (născut Gavriil Raț; n. 1793, Roit, România – d. 15 august 1850, Arad, Imperiul Austriac) a fost un episcop creștin ortodox de Arad. 

## Biografie
A facut studiile gimnaziale la Oradea și mai apoi la Timișoara. Iar mai apoi a urmat studii teologice la Universitatea din Viena. 
A fost preot și protopop în Peșteș-Bihor și până în 1831 a fost profesor la noul institut teologic din Arad (1822-1835).
A fost tuns în monahism (sub numele Gherasim) în mănăstirea Racovaț (1831), iar mai apoi protosinghel (1834).
În data de 3 februarie 1835 a fost numit de împăratul Francisc I al Austriei în funcția de episcop al Episcopiei Aradului, hirotonit la Carloviț în data de 25 martie 1835, instalat în Biserica Sârbească din Arad în 18 aprilie 1835, unde a păstorit până la moarte.
A fost preocupat de disciplina clerului și de ridicarea nivelului Institului teologic din Arad, unde a lucrat (alături de Andrei Șaguna), pentru separarea ierarhică a Episcopiei Aradului de Mitropolia de Carloviț.